# Супрунівка (Сумський район)
Супруні́вка — село в Україні, у Миколаївській селищній громаді Сумського району Сумської області. Населення становить 150 осіб. До 2018 року орган місцевого самоврядування — Супрунівська сільська рада, якій підпорядковувалися населені пункти Біликівка, Ганнівка-Тернівська, Кленове та Лідине.

## Географія
Село Супрунівка розташоване за 53 км від обласного центру та 25 км від адміністративного центру селищної громади, між річками Бобрик та Локня (2,5 км). Сусідні села до 2-х км: Ганнівка-Тернівська, Біликівка, Кленове та Йосипове. Найближча залізнична станція Вири (за 23 км).

## Історія
Село Супрунівка засноване 1815 року. Станом на 1864 рік у власницькому селі Лебединського повіту Харківської губернії мешкало 1416 осіб (691 чоловічої статі та 725 — жіночої), налічувалось 99 домогосподарств.
Під час революції 1905–1907 років в селі відбувся виступ селян проти поміщика. Станом на 1914 рік село перебувало в складі Ганнівської волості, кількість мешканців зросла до 1550 осіб.
Наприкінці грудня 1917 року в селі встановлена радянська влада.  На фронтах Другої світової війни брали участь 147 жителів села, 98 з них удостоєні урядових нагород, 76 — загинули смертю хоробрих. На честь полеглих воїнів-односельчан та радянських воїнів  мешканці Супрунівки спорудили пам'ятник.
3 1923 року село перебувало у складі Білопільського району.
Село постраждало внаслідок геноциду українського народу, проведеного урядом СРСР 1932—1933 та 1946—1947 роках[джерело?].
18 серпня 2016 року, в ході децентралізації, Супрунівська сільська рада об'єднана з новоутвореною Миколаївською селищною громадою Білопільського району.
12 червня 2020 року, відповідно до розпорядження Кабінету Міністрів України № 723-р «Про визначення адміністративних центрів та затвердження територій територіальних громад Сумської області», село увійшло до складу Миколаївської селищної громади.
19 липня 2020 року, в результаті адміністративно-територіальної реформи та ліквідації Білопільського району, село увійшло до складу новоутвореного Сумського району.

## Економіка
У Супрунівці знаходилася центральна садиба колгоспу «Комуніст», за яким були закріплені 6028 га сільськогосподарських угідь, у тому числі 5740 га орної землі. За трудові успіхи 113 трудівників колгоспу удостоєні урядових нагород. Наразі в селі вирощують зернові (переважно озиму пшеницю, ячмінь, овес) і технічні (головним чином цукровий буряк) культури. Розвинуте м'ясо-молочне тваринництво, яке спеціалізується на розведенні овець.

## Соціальна сфера
Школяри із Супрунівки навчаються у середній загальноосвітній школі села Ганнівка-Тернівська (за 3 км від села). У Супрунівці працюють будинок культури з залом на 200 місць, бібліотека (книжковий фонд її становить 10,3 тис. примірників), медичний пункт, відділення зв'язку, комплексно-приймальний пункт комбінату побутового обслуговування.

## Релігія
У 2012 році в селі було побудовано церкву.